# Phyllonorycter foliolosi
Phyllonorycter foliolosi là một loài bướm đêm thuộc họ Gracillariidae. Nó được tìm thấy ở quần đảo Canaria.
Ấu trùng ăn Adenocarpus complicatus aureus, Adenocarpus foliolosus và Teline canariensis. Chúng ăn lá nơi chúng làm tổ. They create a strongly contracted, lower-surface tentiform mine. The leaflet is folded lengthwise và completely eaten out. The leaf turns whitish-transparent. Pupation takes place withtrong mine.